# Bloqueio Continental

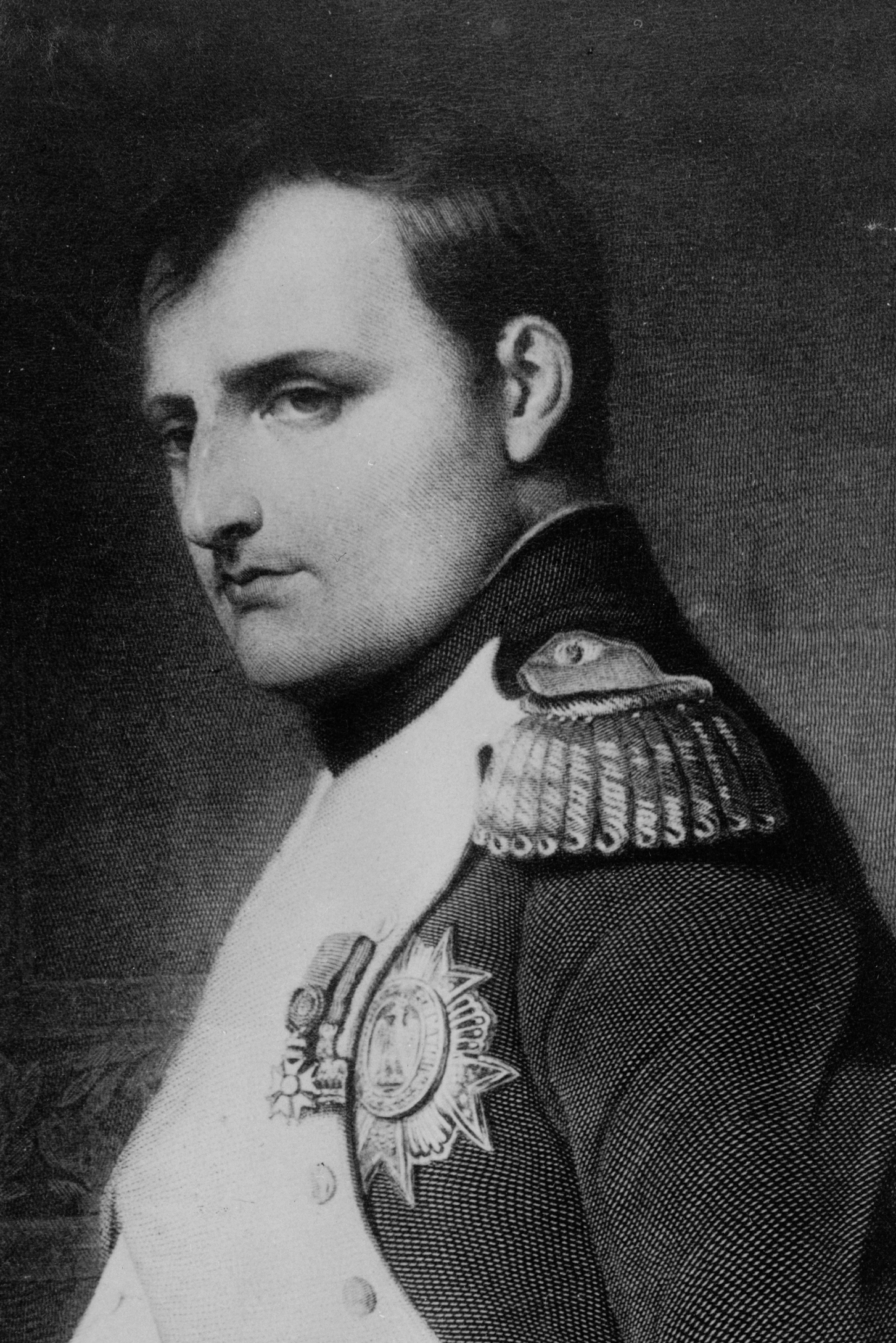
Napoleão Bonaparte retratado por Paul de La Roche (detalhe).

O Bloqueio Continental foi a proibição imposta pelo imperador Napoleão Bonaparte, com a promulgação, a 21 de novembro de 1806, do decreto de Berlim, que consistia em impedir o acesso a portos dos países então submetidos ao domínio do Primeiro Império Francês (1804–1814) a navios do Reino Unido da Grã-Bretanha e Irlanda. 

## Objetivos e extensão

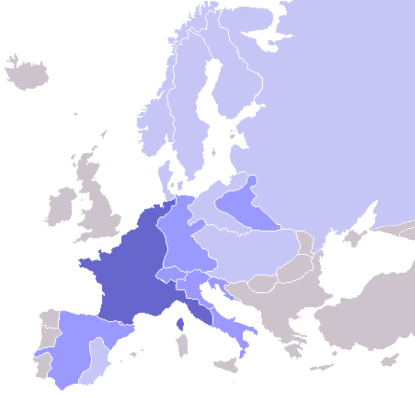
A situação da Europa em 1811. As cores indicam (do roxo-escuro ao claro) os países: - Membros do Império; - Satélites; - Os que aplicam o bloqueio.

O objetivo do bloqueio era atingir a economia britânica. Com a derrota em Trafalgar, a França não teria mais condições de contestar o domínio inglês dos mares nem teria a possibilidade de invadi-la com uma expedição de tropas transportadas via marítima. Depois da incursão naval inglesa na Dinamarca de agosto de 1807, o Bloqueio foi estendido também aos portos do mar Báltico e, em novembro e dezembro do mesmo ano, foi radicalizado com os dois Decretos de Milão.
Com o primeiro, de 23 de novembro de 1807, foram listadas algumas mercadorias, entre elas as provenientes das colônias, que seriam consideradas a priori como provenientes do Reino Unido. Além disso, qualquer navio, não apenas os britânicos, que atracassem num porto sujeito ao Bloqueio vindo de um porto do Reino Unido seria sujeito ao confisco da carga. Com o segundo decreto, de 17 de dezembro de 1807, estabeleceu-se que os navios neutrais provenientes de pontos britânicos seriam considerados sem nacionalidade e, portanto, passíveis de captura em alto-mar por parte de navios franceses. Depois de tais decretos, também a Rússia do czar Alexandre I adotou o bloqueio e convenceu a Áustria a também fazê-lo.
Todavia, o Bloqueio Continental foi pouco respeitado, principalmente pela corrupção (mediante suborno) de oficiais franceses que deveriam fiscalizar a aplicação de todos os decretos (o de Berlim e os de Milão). No final, tomar os portos, fazer garantir o Bloqueio e punir quem não o cumpria acabou sendo extremamente dispendioso para França, o que pode ter contribuído para acelerar sua derrota na guerra.

## A reação britânica

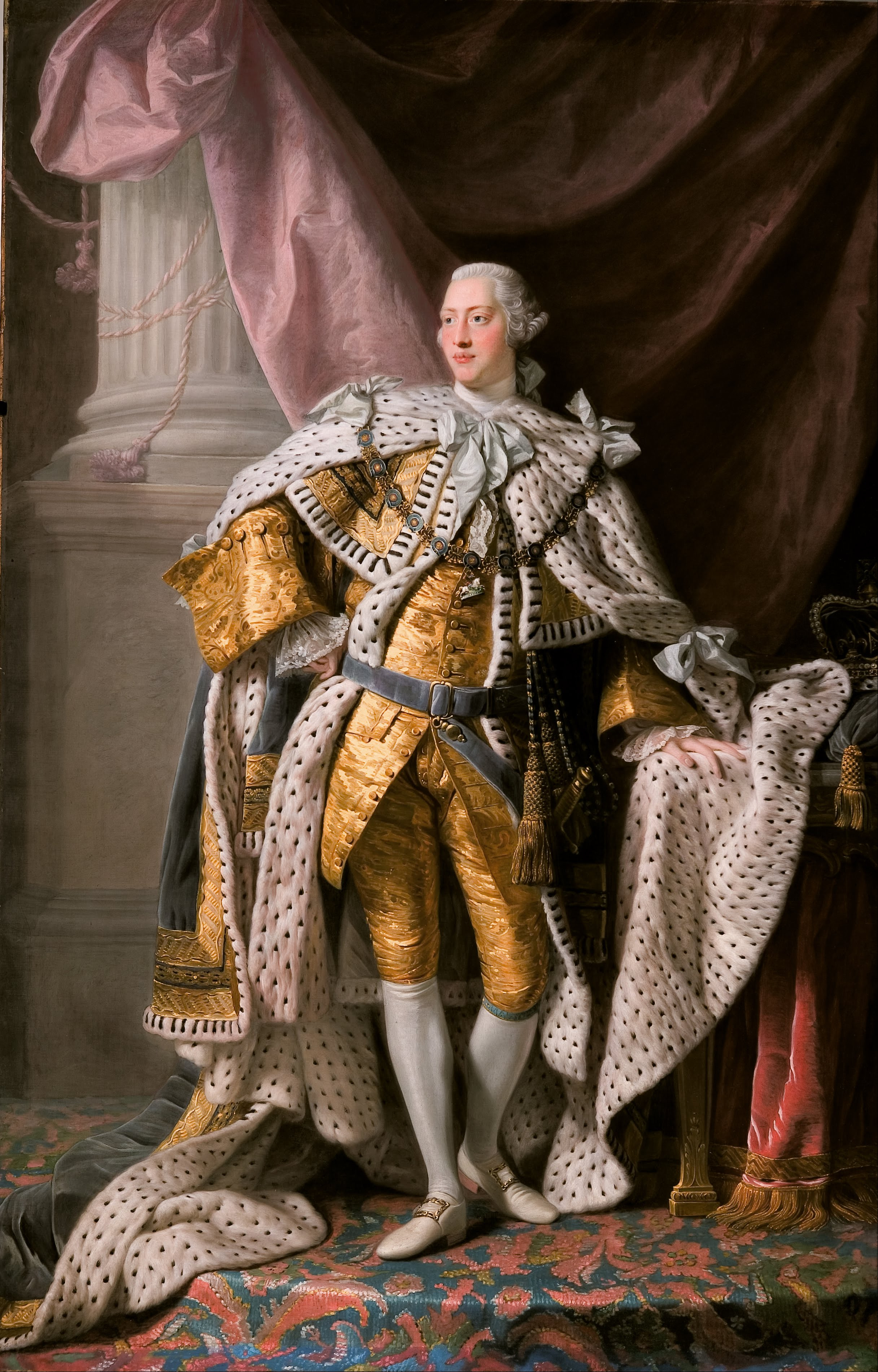
Jorge III do Reino Unido.

A reação do Reino Unido não tardou: em janeiro de 1807 foram emitidas algumas ordenanças que institucionalizaram o comportamento de facto da Marinha Real Britânica com relação aos navios neutrais que tinham como destino portos franceses. Os navios abordados em alto-mar transportando mercadorias eram capturados e vendidos em leilão, além de ter a carga sequestrada. A potência da marinha britânica pôde tornar tal medida muito mais eficaz que o bloqueio imposto por Napoleão Bonaparte. Como resultado, as mercadorias coloniais simplesmente desapareceram dos mercados dos países sujeitos ao Bloqueio Continental. A ação dos britânicos levou a que os Estados Unidos, uma das nações neutras, aprovassem a Lei de Embargo de 1807 contra os britânicos e que, em última instância, levaria a Guerra de 1812.

## Efeitos do bloqueio
O Bloqueio Continental revelou-se um "tiro pela culatra" para Napoleão. O bloqueio era mal visto pelas nações "aliadas" à França e isto contribuiu para reduzir em grande medida o prestígio de Napoleão nas terras por ele conquistadas. O desrespeito ao bloqueio exigiu que a França tomasse várias medidas contra as populações por ela administradas, incluídas ações de repressão militar, significando um grande dispêndio de recursos econômicos e humanos, que ao fim e ao cabo mostrou-se fatal.
A intervenção contra Espanha e Portugal (outro país que, como os Países Baixos, vivia do tráfico marítimo, não se podia permitir ganhar a inimizade da primeira potência marítima do mundo à época) do período 1807–1809 teve como objetivo impor às duas nações o respeito ao Bloqueio e a Campanha da Rússia de 1812, que posteriormente levará Napoleão à ruína, foi a resposta ao ultimato do czar Alexandre I da Rússia de 27 de abril de 1812, no qual intimava Napoleão à remoção do Bloqueio em seu país.
Napoleão não se conformou com a derrota para os ingleses, e criou o bloqueio continental para prejudicar a economia Inglesa, Portugal recusava-se a aderir ao bloqueio devido à aliança com a Inglaterra. Como o reino estava decadente, Portugal não tinha como enfrentar Napoleão. Essa é uma das razões que levou à transferência da Corte portuguesa e o príncipe regente D. João, para o Rio de Janeiro, em 1808.